# كيرك وايت
كيرك وايت (بالإنجليزية: Kirk White)‏ هو كاتب أمريكي، ولد في 21 مايو 1962 في بيثيل في الولايات المتحدة.

## وصلات خارجية
- الموقع الرسمي